# Acinonyx kurteni

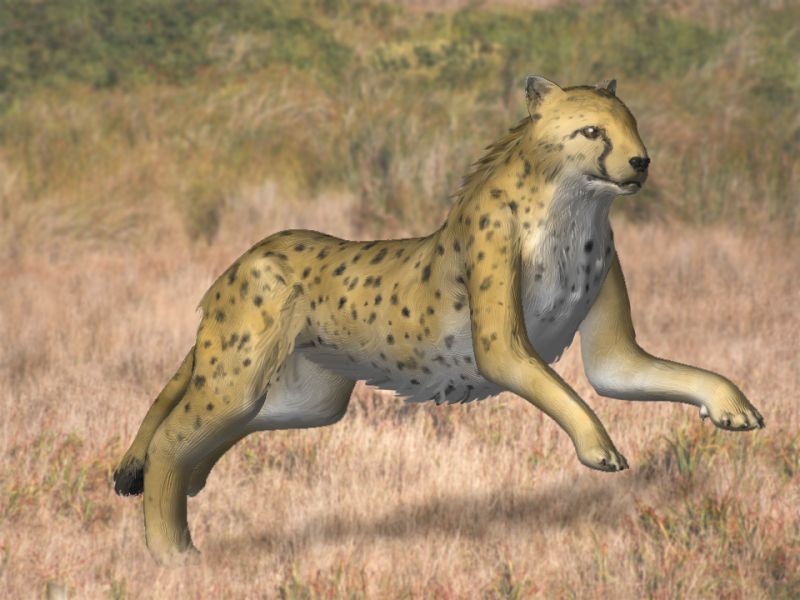
Реконструкція «Acinonyx kurteni»

Acinonyx kurteni або Ліньсянський гепард — це дискредитований викопний екземпляр вимерлого гепарда, знайдений у Китаї. Наукова назва була присвоєна черепу, який спочатку був описаний як череп вимерлого виду гепарда, ендемічного для Азії в пізньопліоценову підепоху. За оцінками, він жив у проміжку 2,2—2,5 млн років до н.е., проіснувавши приблизно 0,3 млн років.
Про знахідку було повідомлено у 2008 році, з чим було заявлено, що це найпримітивніша лінія ациноніксів, виявлена до цього часу. Крім того, дослідження дійшло висновку, що гепарди вперше з'явилися в Старому Світі, а не в Новому, як вважалося раніше. Вважалося, що він має деякі спільні риси з сучасним гепардом, Acinonyx jubatus, наприклад, збільшені синуси для захоплення повітря під час спринту, тоді як його зуби більш примітивні.
Після довгих сумнівів щодо автентичності скам'янілості, у 2012 році її остаточно визнали підробкою.

## Відкриття та опис
Викопний череп був знайдений у 2008 році й описаний у 2009 році Пером Крістіансеном із Зоологічного музею в Копенгагені та Джі Х. Мазаком із Шанхайського наукового музею, США, в журналі «Праці Національної академії наук». Повідомляється, що він був знайдений у багатій на скам'янілості пізньопліоценовій місцевості Хеженг у басейні річки Лінься (звідси народна назва «ліньсянський гепард»), у південно-східній частині провінції Ганьсу, Китай. Видову назву було дано на честь Бйорна Куртена, покійного професора палеонтології Гельсінського університету.
Череп був майже цілим, за винятком потиличних виростків, потиличної ділянки та верхніх іклів. Від справжніх гепардів його відрізняє високий куполоподібний череп, дуже широка відносно довжини черепна коробка, розширені лобові пазухи, великий носовий отвір і добре розвинений потиличний гребінь. Верхні премоляри дуже примітивні, як у деяких інших вимерлих котячих. Він старший за раніше описані види, такі як європейський Acinonyx pardinensis (віком близько 2,2 млн років) та північноафриканський Acinonyx aicha (близько 2,5 млн років). Таким чином, він, вочевидь, спростував поширену думку про те, що гепарди вперше з'явилися в Новому Світі.

## Дискредитація
Ще під час підготовки до публікації наукової статті у 2008 році вже існували сильні сумніви щодо достовірності скам'янілості. Тао Денг, професор палеонтології Інституту палеонтології хребетних і палеоантропології в Китаї, вичитуючи рукопис, помітив потенційну підробку скам'янілості й негайно повідомив про це в ПНАН (PNAS). Лише з опублікованих фотографій Денг сказав, що бачить, що частини черепа були насправді зліплені з гіпсу. Модель видавало те, що тім'яна частина виглядала склеєною з розрізнених кісткових шматків, щоб імітувати череп сучасного гепарда. Він наголосив, що частини черепа були створені з гіпсу, і частини тім'яних гребенів не вистачає. Однак його протест проти публікації було відхилено в редакційному листі від 5 лютого 2009 року на підставі того, що Денг особисто не досліджував скам'янілість.
Цюй Чжаньсян, світовий експерт з черепів ссавців, також підтримав твердження, що череп був підроблений. Відтоді це піддавалося публічній критиці від ряду палеонтологів у Китаї. Втім, Мазак заборонив будь-кому іншому доступ до скам'янілості. У відповідь на запит, старший автор, Крістіансен, ніколи не бачив оригінального зразка.
У 2010 підозра про підробленість скам'янілості у науковому товаристві лише зростала. Двоє першовідкривачів відповіли публікацією на захист своєї знахідки. У 2012 році Денг нарешті отримав доступ до оригіналу скам'янілості, і його первинні спостереження підтвердилися. Він дійшов висновку, що скам'янілість була зібрана з червоної глини пізнього міоцену (на кілька мільйонів років старше, ніж передбачалося в оригінальній публікації) в окрузі Гуанхе, а не з регіону, про який повідомлялося. Окрім того, виличні дуги черепа були зроблені з ребер, різці насправді були премолярами інших хижаків, а задня частина черепа була просто грубим гіпсом.
Денг попросив Мазака відкликати статтю. Мазак врешті-решт поступився, заявивши (20 серпня 2012 року в PNAS), що «у результаті більш детального вивчення було встановлено, що скам'янілість, використана в дослідженні, була композитним зразком з пізньоміоценового латериту, а не з ранньоплейстоценового лесу. На цьому стаття відкликається.».